# Кушнанур
Кушнану́р (рос. Кушнанур, марій. Кушнанур) — присілок у складі Моркинського району Марій Ел, Росія. Входить до складу Семісолинського сільського поселення.

## Населення
Населення — 11 осіб (2010; 18 у 2002).
Національний склад (станом на 2002 рік):
- лучні марійці — 100 %